# 托博爾斯克省
托博爾斯克省（Тобольская губерния，1796年－1919年）是俄羅斯帝國的一個省，其範圍大致與今日的秋明州相同，並包括鄂木斯克州北部和庫爾干州東部。面積1,385,000平方公里，1897年人口1,433,043人。首府托博爾斯克。